# Museo de Arte de Bahía

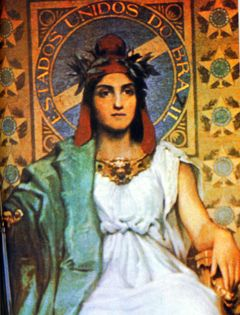
Alegoria da República, cuadro de Lopes Rodrigues, del acervo del MAB.

El Museo de Arte de Bahía (en portugués Museu de Arte da Bahia) es el museo más antiguo del Estado de Bahía, Brasil. Fue creado en 1918 y se localiza en la capital del Estado, Salvador.
Posee un acervo de inestimable valor artístico e histórico que fue siendo constituido, a lo largo del tiempo, a través de la reunión de algunas colecciones organizadas en Bahía, a partir del siglo XIX, como la de pintura, proveniente de la colección del Dr. Jonathas Abbott, en la que se destacan cuadros de José Joaquim da Rocha, José Teófilo de Jesus, Prisciliano Silva y Manuel Lopes Rodrigues; y la de artes decorativas que perteneció al Dr. Góes Calmon, ambas adquiridas por el Estado.
En 1982, el Museo de Arte de Bahía fue trasladado de su antigua sede, en el barrio de Nazaré, al Palacio de la Victoria, para poder desarrollarse en instalaciones adecuadas para la exposición y valorización de su acervo, y estar en condiciones, además, de realizar múltiples actividades culturales como exposiciones temporales, cursos, conferencias, recitales y exhibición de películas.